# Julius Frank (profesor)

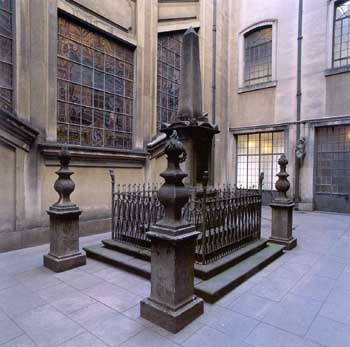
Tumba de Julius Frank en uno de los patios de la Facultad de Derecho de la Universidad de São Paulo.

Johann Julius Gottfried Ludwig Frank, conocido como Julius Frank (Gotha, 8 de diciembre de 1808-São Paulo, 19 de junio de 1841), fue un profesor alemán de la Facultad de Derecho de la Universidad de São Paulo.

## Biografía
Su origen no está claro. En relatos biográficos del siglo XIX se menciona varias veces que provenía de una familia aristocrática de clase media. En representaciones más modernas, por otro lado, se dice que era de ascendencia judía. Todavía otros hablan del hecho de que era hijo de un maestro encuadernador.
Frank tenía una mentalidad democrática. Durante sus estudios en Gotinga, se unió a lo que entonces era una fraternidad de oposición y tuvo que huir al extranjero después de la Frankfurter Wachensturm, la toma fallida de Hauptwache de Fráncfort.
En Brasil vivió bajo el nombre de Julius Frank, inicialmente como oficinista. Llamó la atención de un rico brasileño que le permitió reanudar una carrera académica. Frank enseñó historia y filosofía en São Paulo. Enseñó principalmente a Kant y Fichte. También trató de introducir el sistema de fraternidad en Brasil. En rigor, fundó la primera fraternidad brasileña (en portugués: Bucha, adaptación del término original Burschenschaft) con algunos estudiantes. Incluso durante el período imperial, la Bucha fue de gran importancia para el establecimiento del liberalismo republicano en Brasil. De hecho, al comienzo de la República brasileña, varios miembros de la Bucha eran presidentes federales.
Murió de neumonía en 1841. Como protestante, no podía ser enterrado en un cementerio católico. Por tanto, su tumba se encuentra en uno de los patios del edificio universitario de la facultad de derecho y fue decorada con flores por los estudiantes durante mucho tiempo después de su muerte.